# Diadegma armillatum
Diadegma armillatum är en stekelart som först beskrevs av Johann Ludwig Christian Gravenhorst 1829.  Diadegma armillatum ingår i släktet Diadegma och familjen brokparasitsteklar. Arten är reproducerande i Sverige.

## Underarter
Arten delas in i följande underarter:
- D. a. turcicum
- D. a. aegyptiator
- D. a. rufum